# قلعه آسیاباد
قلعه آسیاباد مربوط به دوره قاجار است و در مبارکه، محله آسیاباد، کنار جاده زرین شهر واقع شده و این اثر در تاریخ ۲۲ آبان ۱۳۸۶ با شمارهٔ ثبت ۱۹۸۵۸ به‌عنوان یکی از آثار ملی ایران به ثبت رسیده است.
همچنین این قلعه به متراژ تقریبی ۶۰۰۰ متر مربع دارای دو درب اصلی وچهار برج نگهبانی می‌باشد